# Horacio Hevia Labbé
Horacio Hevia Labbé (Quillota, 1878-Santiago, 19 de febrero de 1970) fue un abogado y político chileno, que se desempeñó como ministro de Estado de su país, durante la vicepresidencia de Manuel Trucco Franzani y en el segundo gobierno del presidente Arturo Alessandri Palma.

## Familia y estudios
Nació en la comuna chilena de Quillota en 1878, hijo del notario y conservador de Bienes Raíces del Departamento homónimo, José Francisco Hevia Riquelme de la Barrera, y de Adelaida Labbé Riquelme de la Barrera. Tuvo dos hermanos: Guillermo y Francisco, quienes fueron agricultores. Realizó sus estudios primarios en la Escuela Elemental del Profesor "Juan de Dios Ariste" y los secundarios en el Liceo de Hombres de Quillota y Liceo Valentín Letelier de Santiago. Continuó los superiores en la Facultad de Derecho de la Universidad de Chile, desde donde se tituló como abogado en julio de 1902.
Se casó con Ana Luisa Mujica Barbé, con quien tuvo siete hijos.

## Carrera profesional
Comenzó a ejercer su profesión en 1906 como relator de la Corte de Apelaciones de Concepción. Luego, se trasladó a Santiago, desempeñándose como relator y defensor de la Corte de Apelaciones de Santiago, así como también, defensor de Menores.
Más adelante, actuó como ministro suplente de las Cortes de Apelaciones de La Serena y Talca. En 1917, fue relator de la Corte Suprema y entre 1921 y 1927, ocupó el puesto de ministro de la Corte de Apelaciones de Santiago.

## Carrera política
En 1931, fue uno de los fundadores del Partido Social Republicano, colectividad que agrupó a exmilitantes del Partido Liberal Unido y Partido Radical contrarios a las políticas de la dictadura del general Carlos Ibáñez del Campo. Entre el 20 de agosto y el 2 de septiembre de ese año, por designación del vicepresidente Manuel Trucco Franzani —el tercero tras la caída de Ibáñez— asumió como titular Ministerio del Interior.
Con la llegada del liberal Arturo Alessandri por segunda vez a la presidencia de la República el 24 de diciembre de 1932, fue nombrado por este simultáneamente como titular de los ministerios de Salubridad Pública e Interior, funciones que dejó el 8 de mayo de 1933.
Por otra parte, desde 1939 hasta 1942, presidió el consejo directivo de la Empresa Periodística La Nación S.A. Falleció en Santiago de Chile el 19 de febrero de 1970.